# Бург
Бург — от лат. Burgus («башня»); аналог. Туррис (лат. Turris = «башня») и Пиргос (греч. Πύργος = «башня»). Само слово *burg- происходит от протогерм. *bergan-, что означает «сохранить / укрыть / защитить». Термин был перенят римлянами у германцев во II в. н. э., и первоначально применялся на Дунайском лимесе в Паннонии. Бурги были важной составляющей инженерных рубежей, создававшихся римлянами на границах Империи в последние века её существования. Главными тактическими задачами бургов являлись — охрана и защита; контроль и наблюдение на сухопутных и береговых участках границ, и IV век был временем их массового строительства. Возводили локальные оборонительные комплексы и в приморских городах для защиты важных гаваней. Продолжалась практика строительства бургов и в ранневизантийскую эпоху — при императоре Юстиниане Великом (527—565) и его преемниках. В 535—560 гг. в составе Дунайского, Балканского и Странджанского оборонительных лимесов, и в префектуре Иллирик (Западные Балканы), было возведено и восстановлено не менее 439 крепостей и бургов. В Бельбекском каньйоне Крымских гор хорошо сохранился типичный византийский дозорный бург, построенный в 575—576 годах, перед нашествием войск Тюркского каганата.
- Бург (англ. Burh) — название крепостей в Англии в англосаксонский период.
- Бург (англ. Burgh) — административная единица в Шотландии, существовавшая с XII века по 1973 год.

В период средневековья термином «бург» обозначали укреплённые города, которые имели сплошную городскую стену и военный гарнизон. В контексте раннего Средневековья термин «бург» является синоним нижнего города, в противовес верхнему городу (каструм) и расположенным за городскими стенами предместьям (фобург).
Позднее стал окончанием в названии городов: Санкт-Петербург, Екатеринбург, Оренбург, Шлиссельбург, Эдинбург, Йоханнесбург, Гамбург, Зальцбург, Питтсбург.